# Edificio Kavanagh
El edificio Kavanagh es una torre de departamentos situada en el n.º 1065 de la calle Florida, frente a la plaza San Martín, en el barrio de Retiro de la Ciudad de Buenos Aires. Una obra emblemática de la arquitectura moderna en Buenos Aires, es uno de los edificios icónicos de la ciudad, considerado un claro ejemplo del estilo art déco.
Inaugurado el 3 de enero de 1936, con sus 120 metros fue desde su finalización, hasta el año 1947, el edificio más alto de Latinoamérica, el primer edificio en el mundo construido con  hormigón armado y el primer edificio para viviendas de Buenos Aires que contó con equipo de aire acondicionado centralizado provisto por la firma estadounidense Carrier y con un sistema de calefacción central por calderas.

## Historia
La idea de construir esta torre, provino de la rica estanciera Corina Kavanagh, la cual lo financió y le dio su nombre.  
Fue diseñado por el estudio Sánchez, Lagos y de la Torre. La estructura de hormigón fue adjudicada a la Empresa Argentina de Cemento Armado, E.A.C.A. La licitación se realizó con base en un anteproyecto preparado por el conocido ingeniero estructural Carlos Laucher. El proyecto definitivo de la estructura fue ejecutado por la Oficina Técnica de la mencionada empresa a cargo del ingeniero Fernando Schwarz. Las obras comenzaron el 16 de abril de 1934 y la estructura llegó a su altura máxima el 3 de noviembre de ese mismo año.
En 1934, cuando aún se encontraba en construcción, se aprovechó la fachada superior para colocar una cruz blanca de varios pisos de altura en adhesión al Congreso Eucarístico Internacional de 1934 celebrado en Buenos Aires.

## Arquitectura
Su construcción escalonada dio lugar a terrazas jardín. Posee una forma similar a la proa de un barco, y por la orientación del edificio da lugar a la similitud de la misma apuntando hacia el Río de la Plata. Curiosamente el edificio no cuenta con cocheras ni portero eléctrico: cada visitante debe anunciarse en la recepción, que da aviso por teléfono al departamento correspondiente (en total posee 105). Según una encuesta realizada por el diario Clarín a 600 personas no especializadas en arquitectura, en el año 2013, fue elegido como el edificio más lindo de Buenos Aires.

## Galería de imágenes

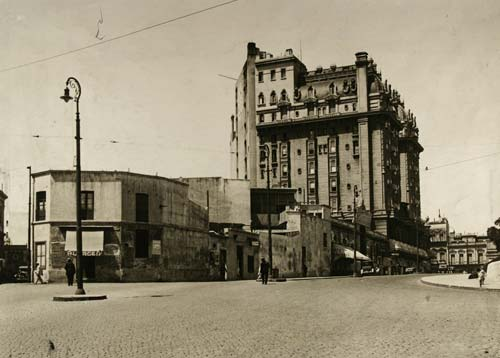
Casas en los terrenos anexos a la Plaza San Martín que hoy ocupa el edificio Kavanagh, año 1926
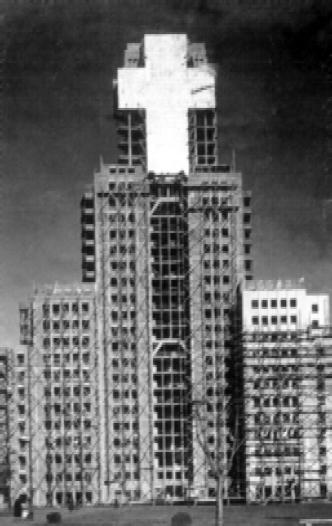
Edificio Kavanagh en construcción, octubre de 1934
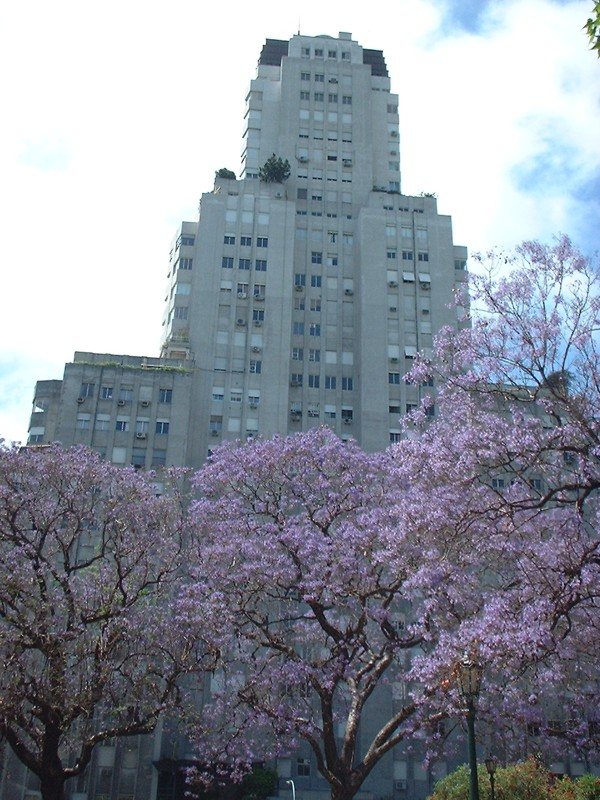
Edificio Kavanagh visto desde la Plaza San Martín
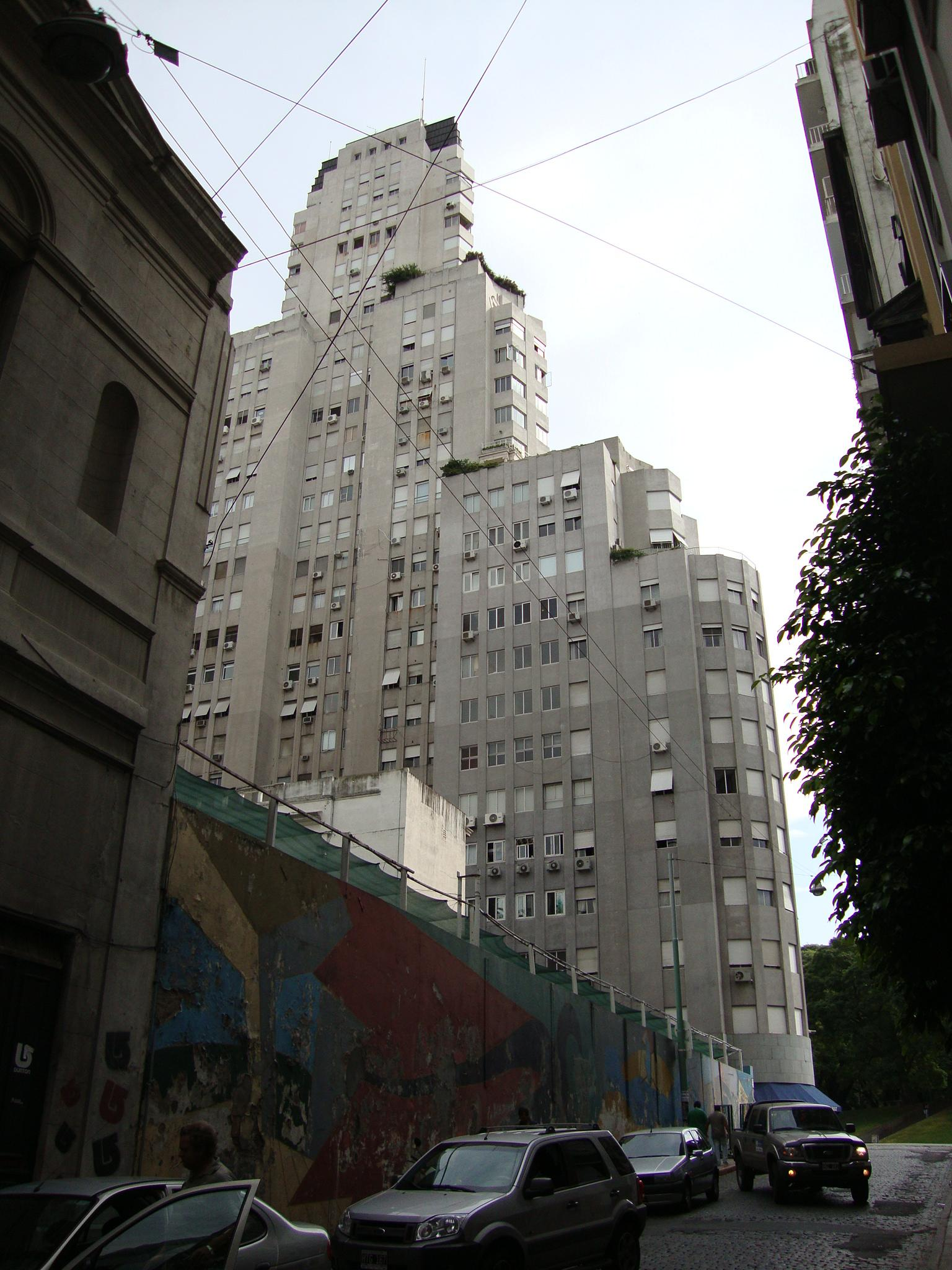
Edificio Kavanagh visto desde el pasaje R. Rojas
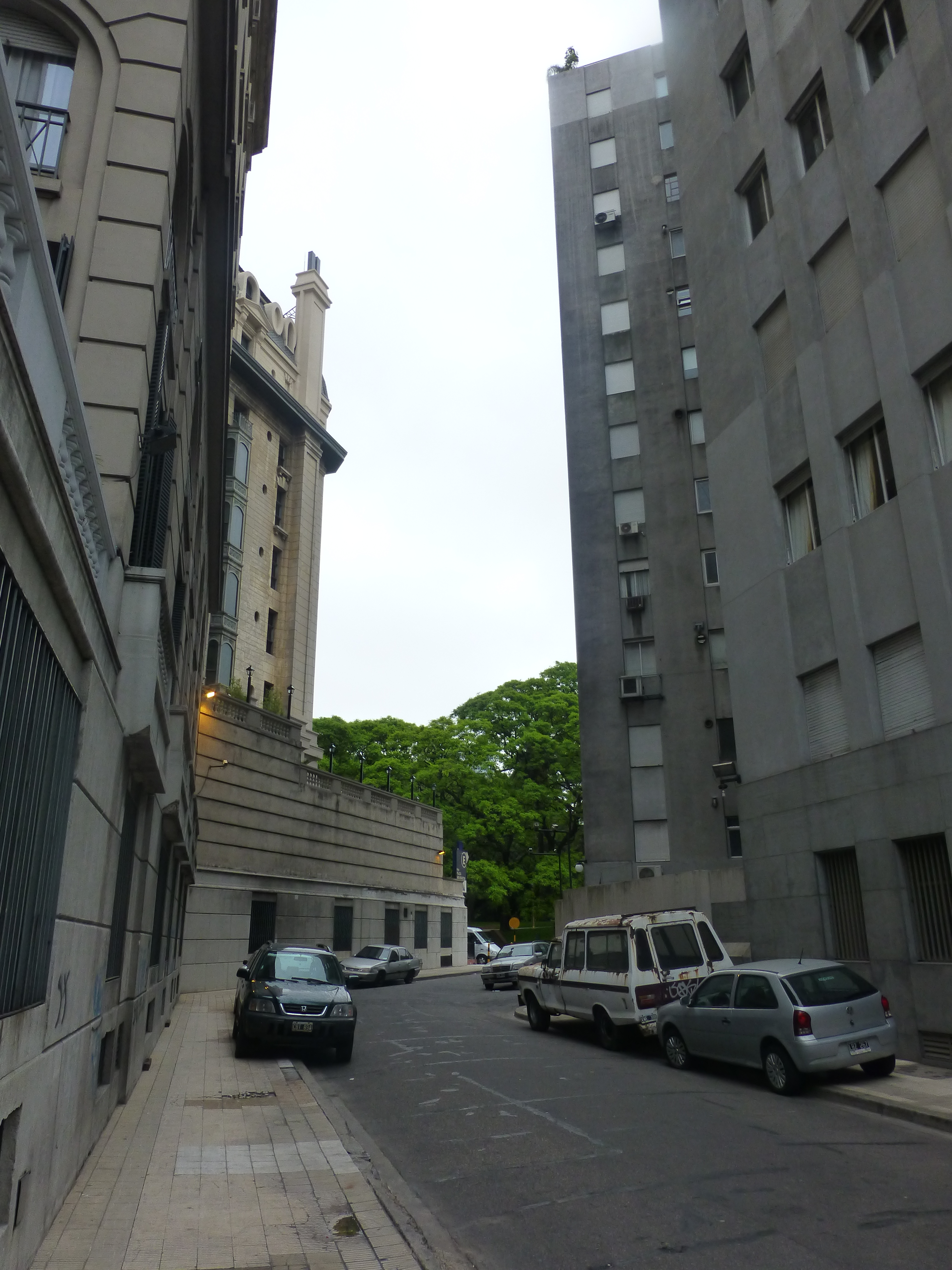
El pasaje Corina Kavanagh, que separa el edificio homónimo del Plaza Hotel